# Bratthø
Bratthø är en bergstopp i Antarktis. Den ligger i Östantarktis. Australien gör anspråk på området. Toppen på Bratthø är 1 820 meter över havet.
Terrängen runt Bratthø är platt österut, men västerut är den kuperad. Trakten är obefolkad. Det finns inga samhällen i närheten.